# Vigna luteola
Vigna luteola är en ärtväxtart som först beskrevs av Nikolaus Joseph von Jacquin, och fick sitt nu gällande namn av George Bentham. Vigna luteola ingår i släktet vignabönor, och familjen ärtväxter.

## Underarter
Arten delas in i följande underarter:
- V. l. luteola
- V. l. villosa

## Bildgalleri

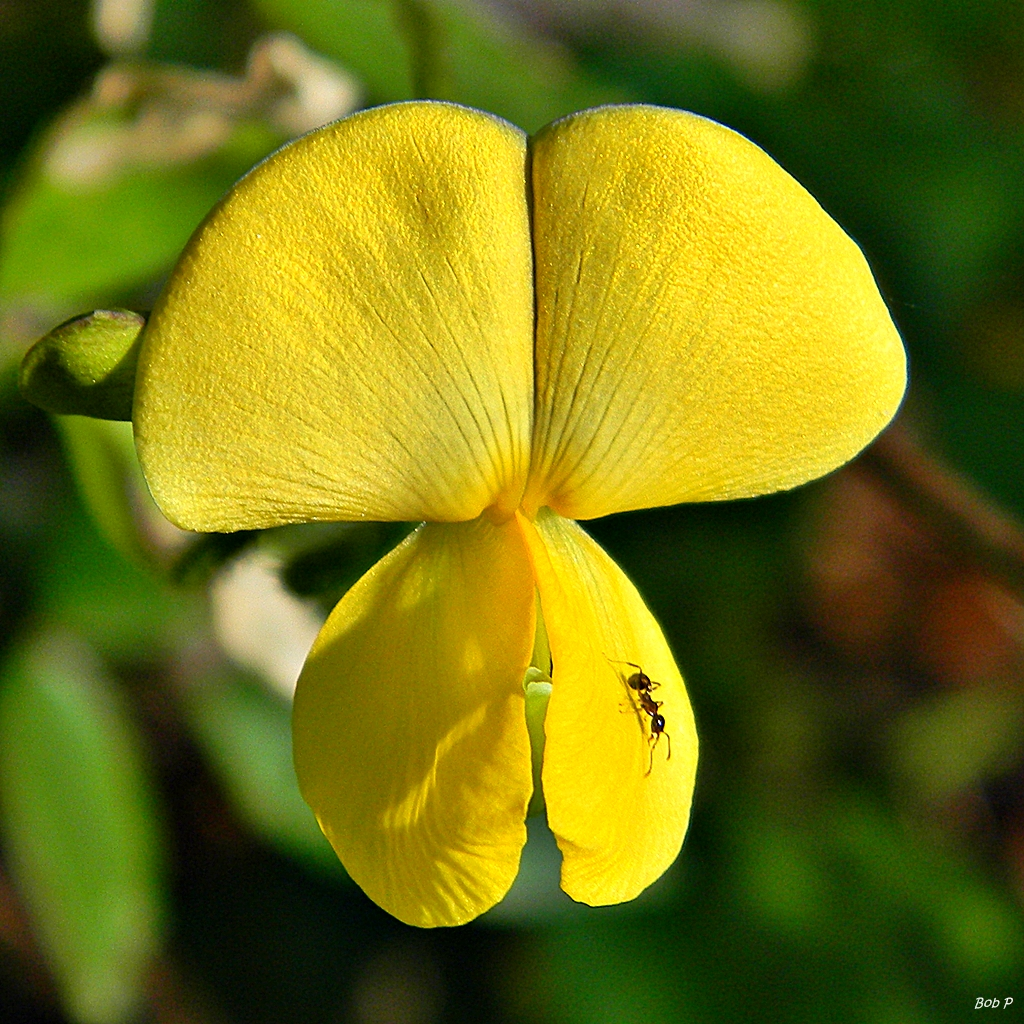